# Боса-Кова
Боса-Кова (порт. Bouça Cova)  —  район (фрегезия) в Португалии,  входит в округ Гуарда. Является составной частью муниципалитета  Пиньел. По старому административному делению входил в провинцию Бейра-Алта. Входит в экономико-статистический  субрегион Бейра-Интериор-Норте, который входит в Центральный регион. Население составляет 155 человек на 2001 год. Занимает площадь 11,43 км².
Покровителем района считается Антоний Падуанский (порт. Santo António). 